# Schloss Roggenhagen
Das Schloss Roggenhagen war ein Herrenhaus in Roggenhagen, Ortsteil der Gemeinde Brunn im Landkreis Mecklenburgische Seenplatte nördlich von Neubrandenburg.

## Geschichte
Das Rittergut Roggenhagen wurde um das 13. Jahrhundert erwähnt. Das Lehen Roggenhagen gehörte zum Amt Brunn. Lehnsherren war die Familie von Gloeden. Das Herrenhaus wurde 1728 gebaut. Nach einem Brand im 18. Jahrhundert wurden die ehemals barocken Innenräume im Stil des Rokokos neu gestaltet und eingerichtet. 1795 übernahm die Familie von Dewitz das Lehen. Erster Dewitz auf Roggenhagen war Stephan Werner von Dewitz (1726–1800), Geheimer Ratspräsident und Minister. Dann folgte sein Sohn Friedrich Georg Karl von Dewitz, Ausschussmitglied der Ritter- und Landschaft Rostock sowie Rechtsritter des Johanniterordens. Roggenhagen war wie Helpt ein Nebengut von Cölpin. Letzte Gutsherren waren nach dem Genealogischen Handbuch des Adels der mecklenburgisch-strelitzsche Vize-Landmarschall Friedrich von Dewitz (1813–1888) auf Cölpin, verheiratet mit Thekla Freiin von Maltzahn, dann deren zweiter Sohn Stephan (Stefan) von Dewitz-Cölpin (1846–1916). Er war mit Blanka von Oertzen liiert. Ihre Tochter Friedrike von Dewitz erhielt den Besitz Roggenhagen. 1931 wurden das Gut im Rahmen einer Zwangsversteigerung verkauft. Das Herrenhaus und der Garten blieben aber in der Hand der Familie. Der vormalige Gesamtbesitz war 1622 ha groß, Verwalter U. Wandschneider. Roggenhagen war allod.
Als die Rote Armee im Winter/Frühjahr 1945 Mecklenburg-Vorpommern eroberte, fanden die Russen und Polen Waffen und Munition im Herrenhaus vor, die sie in Brand setzten; eine Explosion zerstörte das Haus und die Ruine wurde 1946 beräumt.  Friederike von Dewitz, 1887 in Roggenhagen geboren und mit dem Offizier Werner von Dewitz genannt von Krebs (1877–1914) verheiratet, blieb auch nach 1945 auf dem Gut, respektive lebte in Neubrandenburg, verstarb 1970.
Die alte Dorfkirche des Gutes, deren Inventar im Zweiten Weltkrieg zerstört wurde, blieb erhalten.

## Baubeschreibung
Der eingeschossige, 13-achsige Putzbau auf einem Sockelgeschoss hatte ein Mansarddach. Das Herrenhaus war ein charakteristischer Bau des Rokokos, das Äußere sehr schlicht, das Innere aufwendig dekoriert. Im Erdgeschoss war ein Mittelgang angelegt, der allerdings nicht der Verbindung der Räume, sondern dem Beheizen der Öfen in den angrenzenden Räumen diente. Aus der zentralen Diele führten zwei Treppen zum Saal im Dachgeschoss. Hinter der Diele lag im Erdgeschoss ein Gartensaal. Eine Freitreppe führte von hier in den Gutspark.